# 卡里布山脈

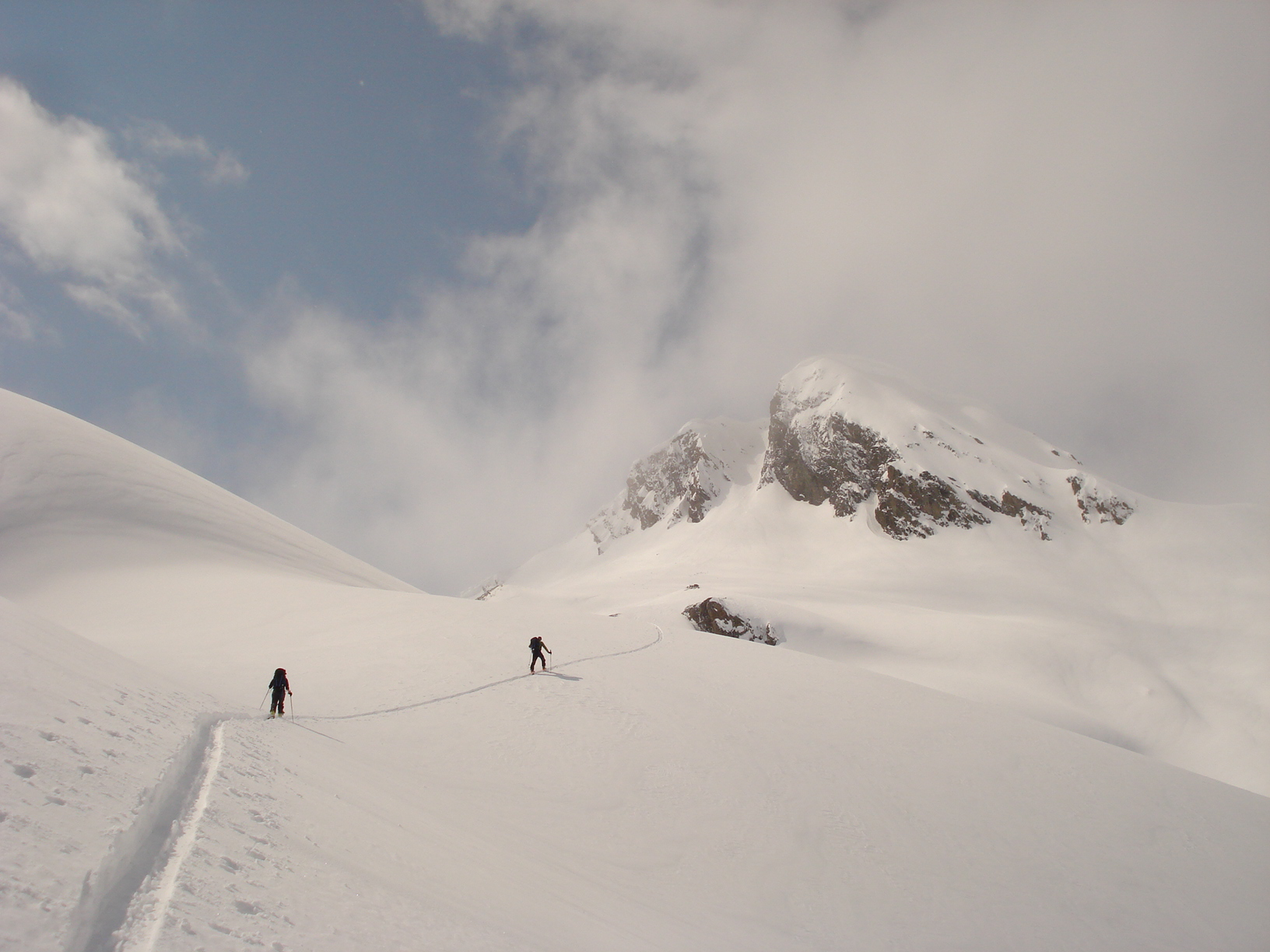

卡里布山脈（Cariboo Mountains）是加拿大的山脈，在卑詩省境內，屬於哥倫比亞山脈的一部分，長245公里、寬90公里，面積7,700平方公里，最高點海拔高度3,516米。